# NGC 6565
NGC 6826 je planetární mlhovina v souhvězdí Střelce. Objevil ji Edward Pickering 14. července 1880.
Její vzdálenost od Země je odhadována na 15 200 až 20 000
světelných let. Bílý trpaslík uprostřed mlhoviny má hvězdnou velikost 19,5.